# Mount Victoria, New South Wales
Mount Victoria är en del av en befolkad plats i Australien. Den ligger i kommunen Blue Mountains Municipality och delstaten New South Wales, i den sydöstra delen av landet, omkring 93 kilometer väster om delstatshuvudstaden Sydney. Antalet invånare är 828.
Närmaste större samhälle är Katoomba, omkring 15 kilometer söder om Mount Victoria. 
I omgivningarna runt Mount Victoria växer i huvudsak städsegrön lövskog. Runt Mount Victoria är det ganska tätbefolkat, med 56 invånare per kvadratkilometer. Genomsnittlig årsnederbörd är 1 149 millimeter. Den regnigaste månaden är februari, med i genomsnitt 214 mm nederbörd, och den torraste är juli, med 26 mm nederbörd.